# Plecoptera griseifusa
Plecoptera griseifusa är en fjärilsart som beskrevs av George Francis Hampson. Plecoptera griseifusa ingår i släktet Plecoptera och familjen nattflyn. Inga underarter finns listade i Catalogue of Life.